# Policia local
|  | «Guàrdia Urbana» redirigeix aquí. Si cerqueu el cos policial de Barcelona, vegeu «Guàrdia Urbana de Barcelona». |

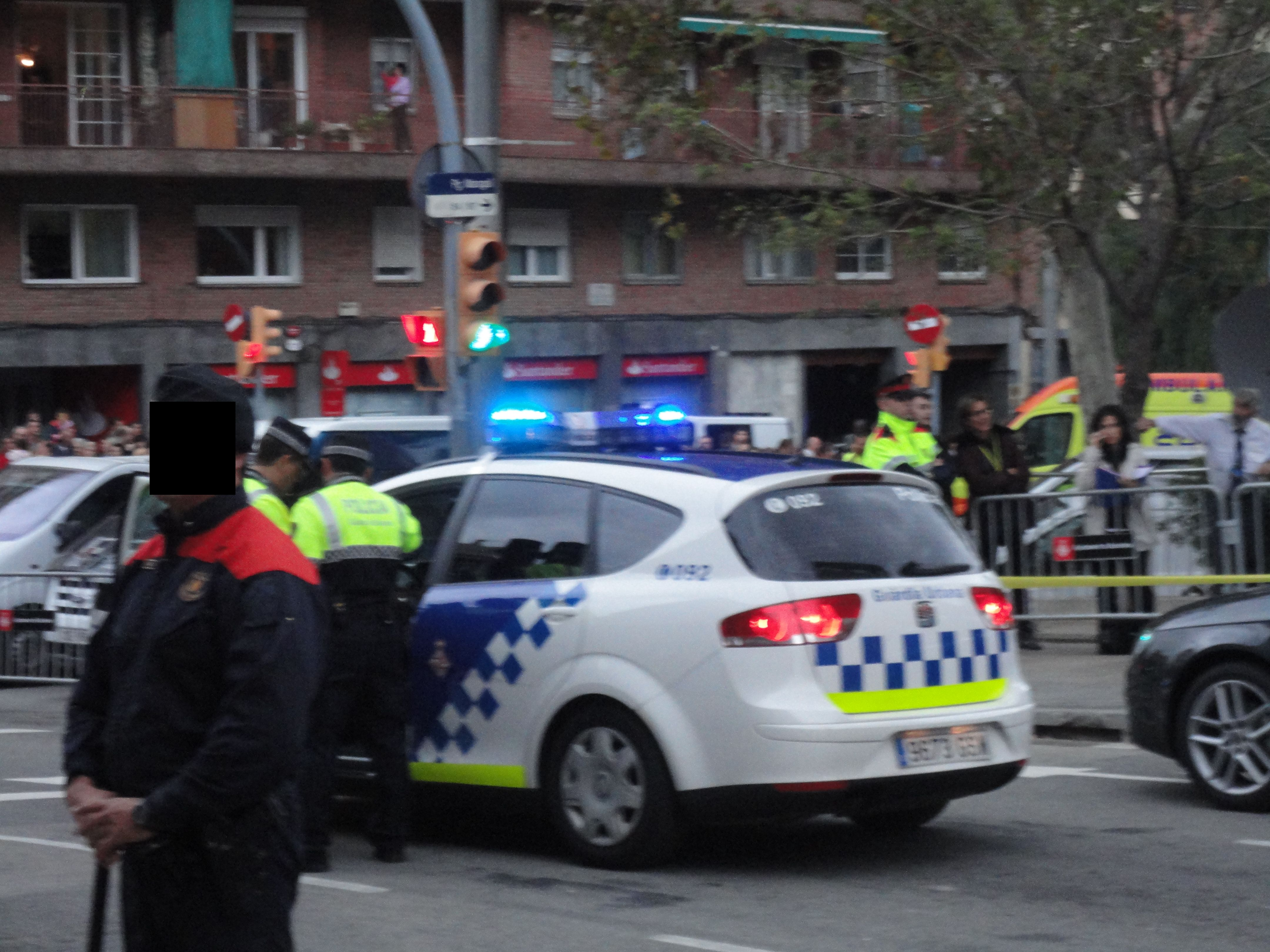
Cotxe de la Guàrdia Urbana de Barcelona durant la Visita de Benet XVI a Barcelona el 2010.

La policia local, policia municipal o guàrdia urbana és el col·lectiu policial d'àmbit i arrels locals. El 2018 hi havia 10.968 funcionaris de policia local en tots els ajuntaments de Catalunya, amb la Guàrdia Urbana de Barcelona com a cos més gran.

## Història

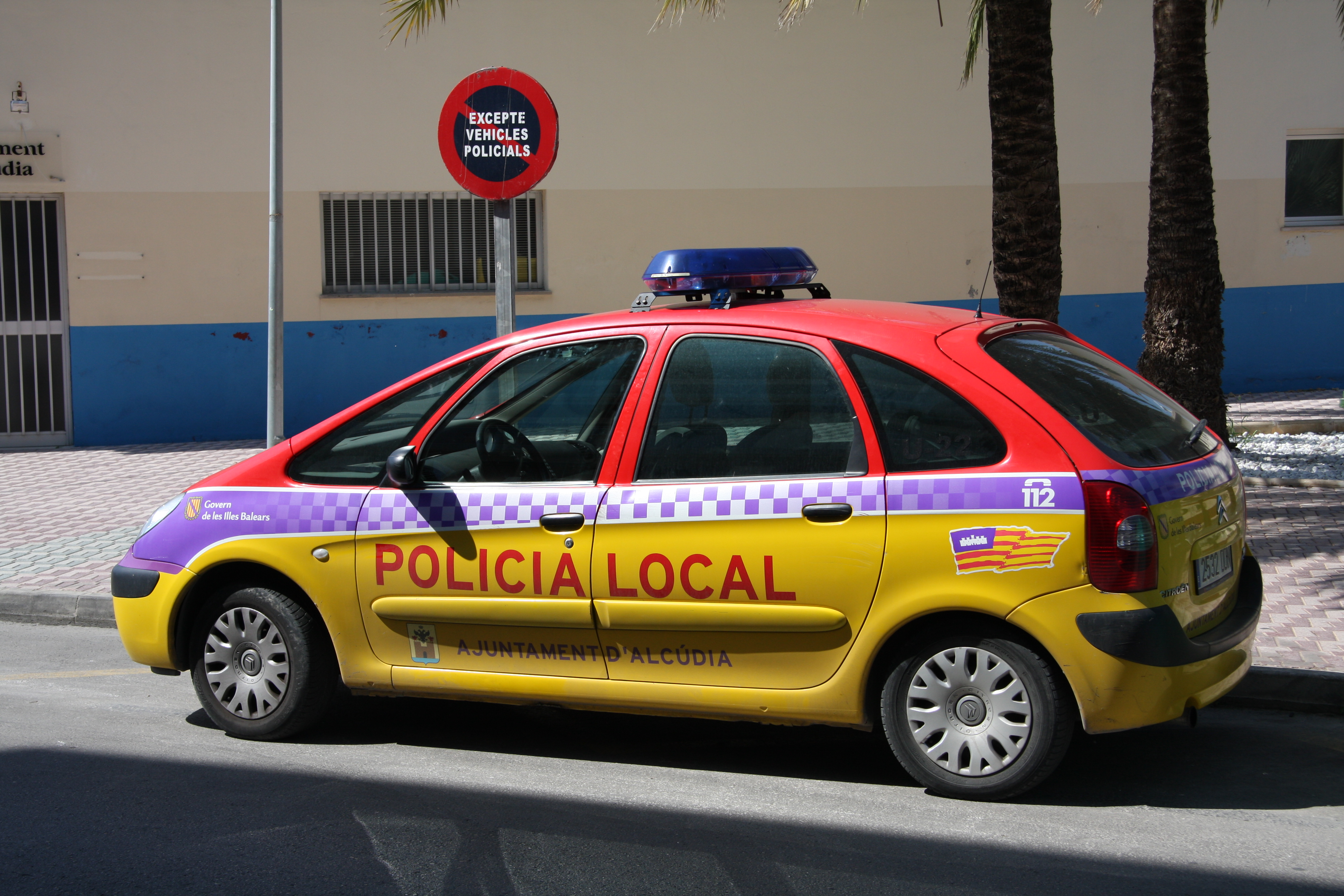
Vehicle de la policia local d'Alcúdia.

Ja des de l'edat mitjana, els pobles de Catalunya organitzaven la seva pròpia defensa a partir de germanies aconseguides a través del "Sacramental" segle xiii i del sometent que, amb intermitència perllongada, perdurà fins al segle xx.
A mitjans del segle xix, fruit d'una nova concepció urbana i d'una política de serveis derivades dels canvis essencials en els mitjans de producció, i responent a la composició social que es produeix a partir de les revolucions europees (1789) i de la dècada dels anys 40 (1848 Revolució anglesa) apareixen les policies dependents dels municipis en la seva forma moderna.
A Barcelona, la policia del municipi s'instaurà el 1843, mentre que a Girona succeeix el 1856, seguida de Reus l'any 1854. Apareixen com a continuació i desenvolupament d'uns cossos de serenos ja preexistents, l'origen dels quals cal buscar-lo després del segle xviii, i en antecedents més remots (anteriors al segle xvi) de cossos o persones que ja complien part de les funcions de les actuals policies locals.
A Barcelona, la primera promoció de dones a la Guàrdia Urbana fou el 1979.

## La policia local d'avui

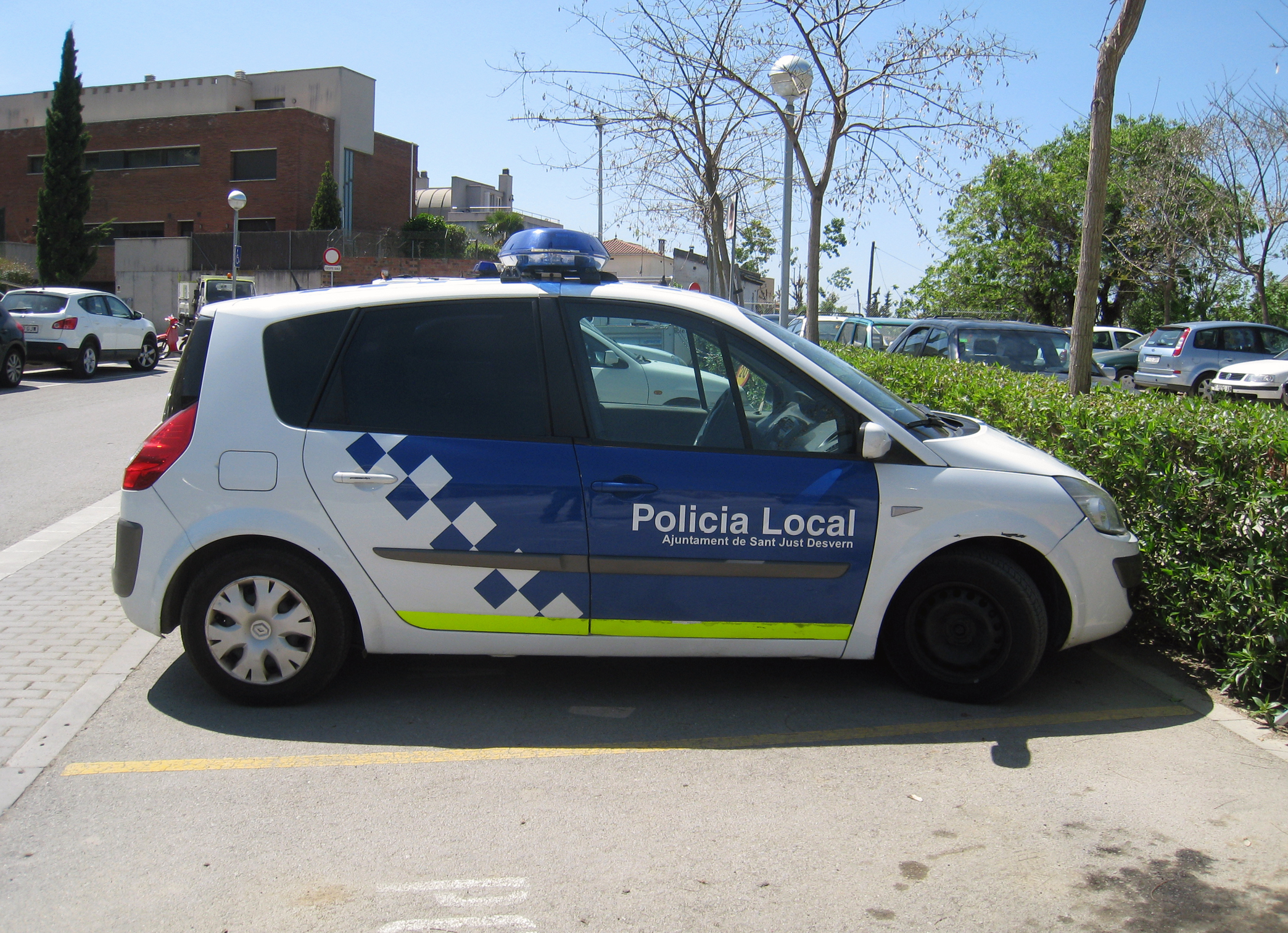
Vehicle de la policia local de Sant Just Desvern

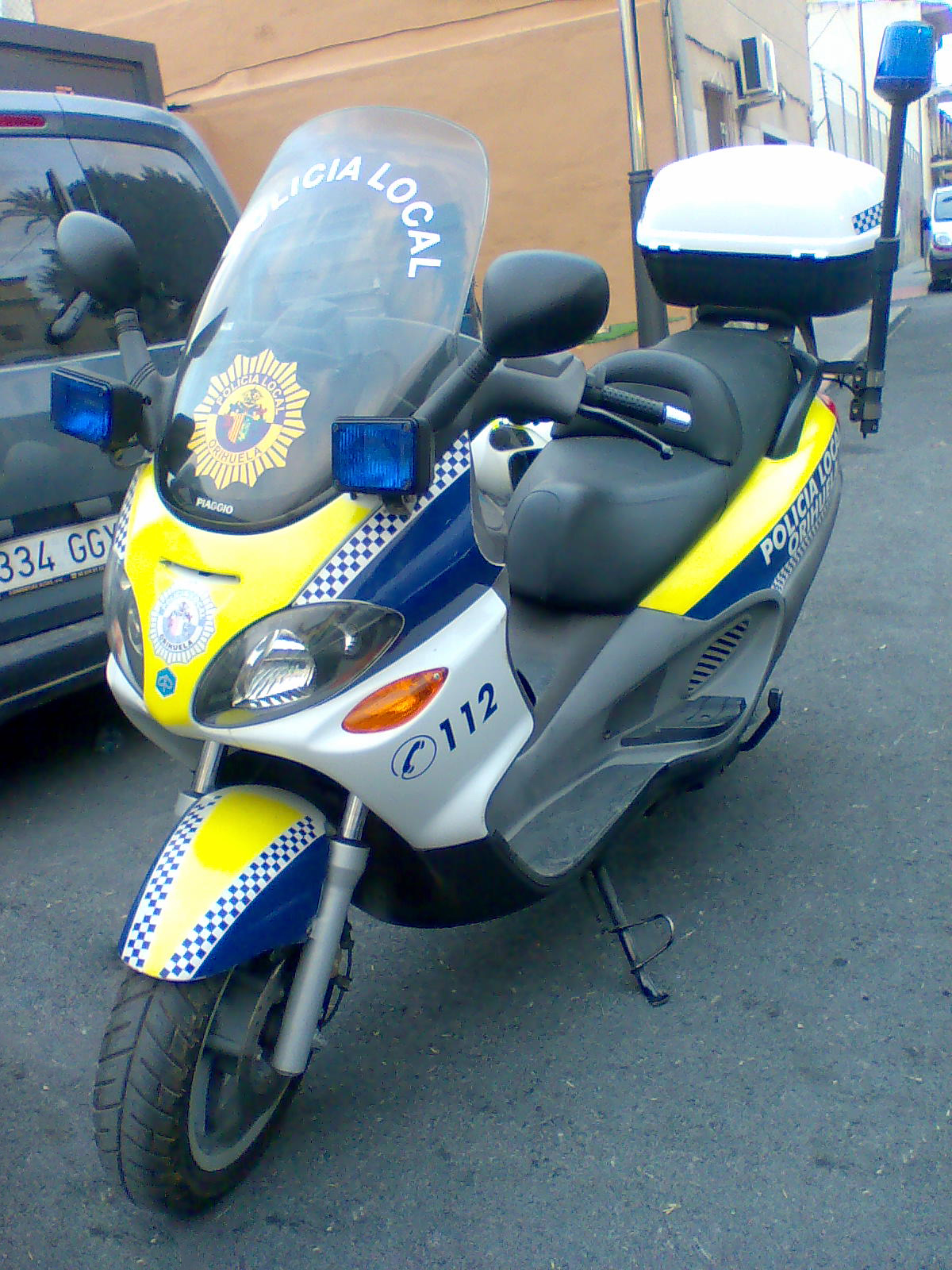
Motocicleta de la policia local d'Oriola

La policia local és un cos de seguretat que depèn de les Corporacions locals i que participa en el manteniment de la seguretat pública. És un institut armat de naturalesa civil amb estructura i organització jerarquitzada i en totes les seves actuacions es regeix pel que estableix la Llei de bases de règim local, Llei de bases i règim local de Catalunya, Llei de forces i cossos de seguretat, i les lleis de coordinació de policies locals, en el cas de Catalunya per la Llei 16/1991, de les policies locals, així com per Reglaments específics de cada cos i altres normes dictades per les corresponents administracions locals.
- La Llei orgànica 2/1986, de 13 de març, de forces i cossos de seguretat, en el seu article 1.3 diu que les corporacions locals participaran en el manteniment de la seguretat pública en els termes establerts en la Llei reguladora de bases de règim local i en el marc de la mateixa Llei orgànica 2/1986.
- La Llei 7/1985, de 2 d'abril, Reguladora de les bases de règim local, que en el seu article 21.1,h) disposa que l'Alcalde exerceix la prefectura de la policia municipal, així com el nomenament i sanció dels funcionaris que usin armes.

També, estableix que el municipi exercirà, en tot cas, competències en els termes de la legislació de l'Estat i de les comunitats autònomes, entre d'altres, en les següents matèries (article 25.2):
- Seguretat en llocs públics.
- Ordenació del trànsit de vehicles i persones en les vies urbanes.
- Protecció civil, prevenció i extinció d'incendis.
- Protecció del medi ambient.

Igualment, es preveu que en els municipis cap de partit judicial en què no hi hagi cap establiment penitenciari assumiran, en règim de competència delegada, l'execució del servei de dipòsit de detinguts a disposició judicial, corresponent la custòdia de les persones detingudes a la Policia Municipal en funcions de Policia Judicial.

## Graus

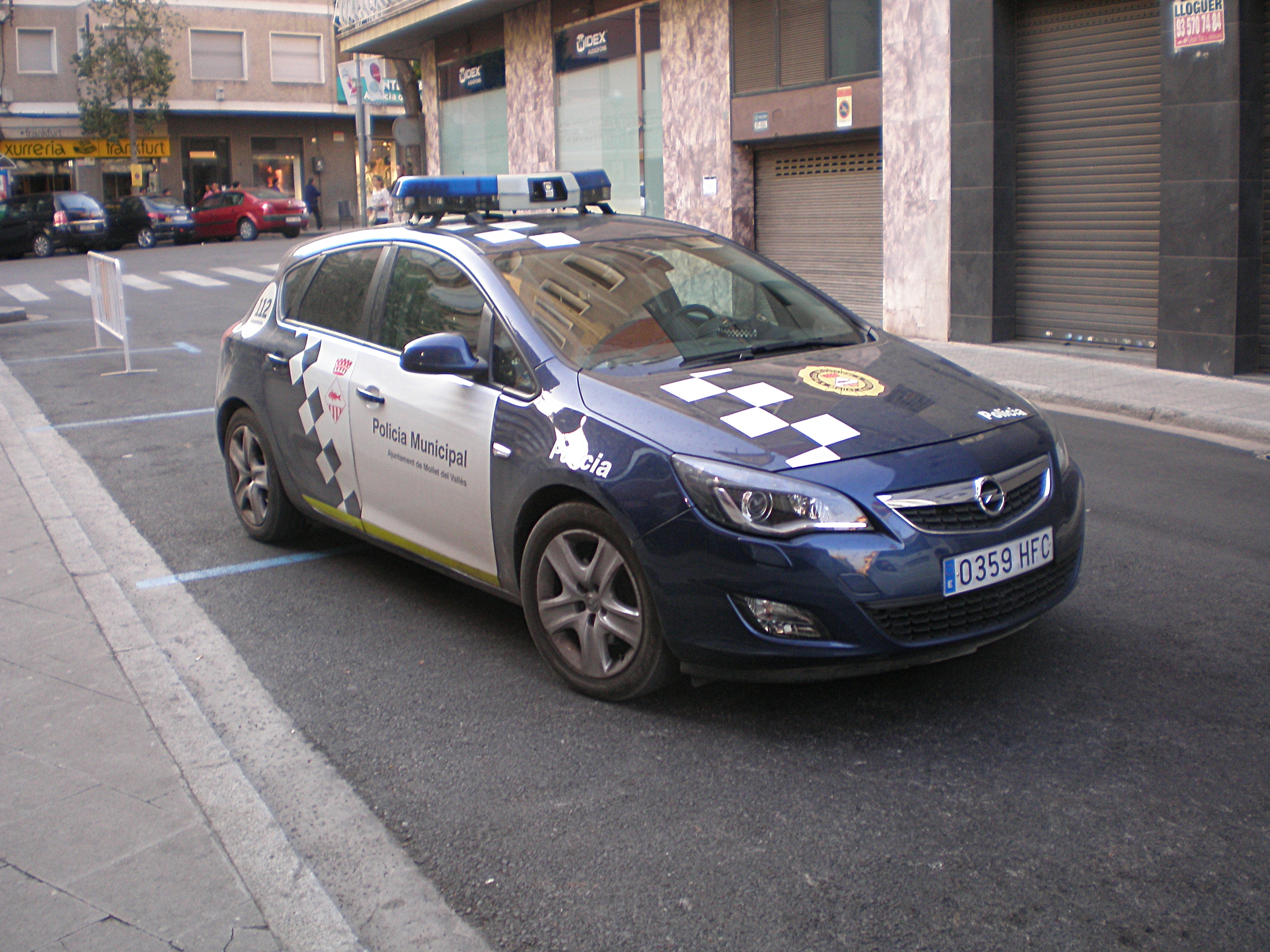
Cotxe de la policia municipal de Mollet del Vallès.

Com que la regulació de les policies locals depèn de cada legislació territorial, no sempre tenen la mateixa denominació tot i que solen ser equivalents.

### Illes Balears i Pitiüses
- Intendent
- Comissari
- Major
- Inspector de policia
- Sotsinspector
- Oficial
- Policia

### Catalunya
Escala superior
- Superintendent
- Intendent major
- Intendent

Escala executiva
- Inspector/a

Escala Intermèdia
- Sotsinspector/a
- Sergent/a

Escala Bàsica
- Caporal/a
- Agent

## Principis bàsics d'actuació
Venen recollits en l'art. 5 de la Llei orgànica 2/1986, de forces i cossos de seguretat, així com en les diferents lleis de coordinació.
Abans de prendre possessió del càrrec, els membres de les policies locals han de jurar o prometre acatar la Constitució espanyola com a norma fonamental de l'Estat i respectar i observar l'Estatut d'autonomia com a norma institucional bàsica.
Són principis bàsics d'actuació dels membres de les forces i cossos de seguretat els següents:
- Adequació a l'ordenament jurídic, especialment:
  - Exercir la seva funció amb absolut respecte a la Constitució espanyola i a la resta de l'ordenament jurídic.
  - Actuar, en el compliment de les seves funcions, amb absoluta neutralitat política i imparcialitat i, en conseqüència, sense cap discriminació per raó de raça, sexe, religió o opinió.
  - Actuar amb integritat i dignitat. En particular, ha d'abstenir-se de tot acte de corrupció i oposar-se'n.
  - Subjectar-se en la seva actuació professional, als principis de jerarquia i subordinació. En cap cas, l'obediència deguda podrà emparar ordres que comportin l'execució d'actes que manifestament constitueixin delicte o siguin contraris a la Constitució espanyola a les lleis.
  - Col·laborar amb l'Administració de Justícia i auxiliar-la en els termes establerts en la Llei.
- Relacions amb la comunitat, singularment:
  - Impedir, en l'exercici de la seva actuació professional, qualsevol pràctica abusiva, arbitrària o discriminatòria.
  - Observar en tot moment un tracte correcte i acurat en les seves relacions amb els ciutadans, a qui procuraran auxiliar i protegir, sempre que les circumstàncies ho aconsellin o fossin requerits per a això. En totes les seves intervencions, proporcionaran informació completa i tan àmplia com sigui possible, sobre les seves causes i finalitat.
  - En l'exercici de les seves funcions han d'actuar amb la decisió necessària i sense demora quan d'això depengui evitar un dany greu, immediat i irreparable; regint-se, en fer-ho, pels principis de congruència, oportunitat i proporcionalitat en la utilització dels mitjans al seu abast.
  - Només han d'utilitzar les armes en les situacions que existeixi un risc racionalment greu per la seva vida, la seva integritat física o les de terceres persones, o en aquelles circumstàncies que puguin suposar un greu risc per a la seguretat ciutadana i de conformitat amb els principis que es refereixen a l'apartat anterior.
- Tractament de detinguts, especialment:
  - Els membres de les forces i cossos de seguretat han d'identificar-se degudament com a tals en el moment d'efectuar una detenció.
  - Vetllaran per la vida i integritat física de les persones que detinguin o que es trobin sota la seva custòdia i respectaran l'honor i la dignitat de les persones.
  - Acompliran i observaran amb la deguda diligència els tràmits, terminis i requisits exigits per l'ordenament jurídic, quan es procedeixi a la detenció d'una persona.
- Dedicació professional. Han de portar a terme les seves funcions amb total dedicació, havent d'intervenir sempre, en qualsevol temps i lloc, es trobin o no de servei, en defensa de la Llei i de la seguretat ciutadana.
- Secret professional. Han de guardar rigorós secret respecte a totes les informacions que coneguin per raó o en ocasió de l'acompliment de les seves funcions. No estaran obligats a revelar les fonts d'informació tret que l'exercici de les seves funcions o les disposicions de la Llei els imposin a actuar d'altra manera.
- Responsabilitats. Són responsables personal i directament pels actes que, en la seva actuació professional, portin a terme, infringint o vulnerat les normes legals, així com les reglamentàries que regeixen la seva professió i els principis enunciats anteriorment, sense perjudici de la responsabilitat patrimonial que pugui correspondre a les administracions públiques per aquestes.